# Calamphora solitaria
Calamphora solitaria is een hydroïdpoliep uit de familie Sertulariidae. De poliep komt uit het geslacht Calamphora. Calamphora solitaria werd in 1904 voor het eerst wetenschappelijk beschreven door Nutting. 